# Amerikanska urfolk
Amerikanska urfolk, ursprungsamerikaner eller urfolksamerikaner är samlingsbenämningar på ett stort antal olika folkslag som utgör ursprungsbefolkningen i Nord- och Sydamerika. De arktiska urfolken inuiter, aleuter och yupiker räknas inte in i benämningen indianer (från spanska: indios, 'indier'), vilken numera avråds ifrån.

## Etymologi och terminologi
Den vanligt förekommande termen "indian" uppstod ur Christofer Columbus missuppfattning då han nådde de karibiska öarna 1492 och trodde att han hade nått Ostindien. Han kallade därför invånarna indios, spanska för ”indier”. Trots hans misstag fortsatte den heterogena amerikanska urbefolkningen att kallas ”indianer”. I USA kallas ofta urfolken för native americans (infödda amerikaner) efter en diskussion om att "indian" kan uppfattas som stötande, då själva namnet uppstod av ett missförstånd och gavs till dem av främlingar. Samtidigt uppfattas ”native americans” av vissa ursprungsamerikaner som negativt, eftersom även denna term påtvingats utifrån. I Kanada kallas de för ”first nations” på engelska eller ”premières nations” på franska (förstnationella), i de spansktalande länderna för ”pueblos indigenas” och i Brasilien ”povos indígenas” (inhemska folk).
Även i Sverige har termen ”indian” kritiserats, Sveriges Radio rekommenderar till exempel sina medarbetare att vara sparsamma med ordet. Den vanligaste alternativa termen är istället urfolk, eller amerikanskt urfolk. Institutet för språk och folkminnen påpekar att termen ”indian” kan upplevas stötande då den kommer från kolonisatörer, och att man om möjligt hellre bör använda termen ”ursprungsamerikaner” eller ”urfolksamerikaner”. Om man benämner en specifik grupp är det bästa att t.ex. prata om ”cherokeser”, ”mayafolket”, ”azteker”, m.fl. Även det finländska institutet för de inhemska språken rekommenderar att man på svenska byter ut termen ”indian” mot ”ursprungsamerikan” eller ”urfolksamerikan”.
Nationalencyklopedin (NE) har bedrivit ett projekt där man har uppdaterat språkbruket i sina artiklar om nord- och sydamerikanska urfolk och bytt ut ord som "indian", "rödskinn" och andra ord som kan upplevas stötande mot ett mer neutralt språkbruk.
På engelska har de amerikanska urfolken ofta kallats för "Red Indians" för att i efterhand skilja dem från de verkliga indierna i Indien. Förmodligen kommer sig det namnet, och tillika det svenska ordet "rödskinn", av sedvänjan hos ursprungsamerikaner i nordöstra skogsområdet att måla sina kroppar röda. Idag betraktas detta namn som nedsättande, och undviks. 
På franska används ibland termen amérindien, en benämning som även försvenskats till "amerinder". I svenska språket har ordet "indian" använts sedan 1680 och det sammansatta ordet "indianhövding" sedan 1852.

## Historia

### Tidig historia
Fynd gjorda i Brasilien visar att en annan urbefolkning med gemensamt genetiskt ursprung med Australiens aboriginer redan fanns där för 50 000 år sedan. Denna urbefolkning verkar ha utrotats efter migrationen över Berings sund för omkring 17 000–11 000 år sedan. Mänskligt DNA som har hittats i Oregon har daterats till 14 300 år sedan. Arkeologiska fynd från i huvudsak Nord- och Mellanamerika men några även i Sydamerika har klassificerats som Cloviskulturen och daterats till för 13 000 år sedan. Fynd som ej kan kategoriseras som Clovis men som dateras till äldre än 13 000 år sedan kallas ofta för Pre-Clovis fynd.
Teorin om Beringlandbryggan
Antropologiska och genetiska spår tyder på att befolkningen ursprungligen migrerade till de två amerikanska kontinenterna från Sibirien över Berings sund för omkring 17 000–11 000 år sedan. Exakt när och hur denna första våg av invandring skedde, eller om kontinenten överhuvudtaget koloniserades på det sättet, är fortfarande omdiskuterat. Tidigare har antropologer varit överens om att de första emigranterna korsade sundet för omkring 12 000–10 000 år sedan via den landbrygga över Berings sund som existerade under den senaste istiden (26 000–11 000 år sedan). Därifrån ska de ha koloniserat kontinenterna via Alaskas och Kanadas inland som nyligen befriats från sitt istäcke.
Flera sentida upptäckter antyder dock att bosättningar funnits i Brasilien och Chile redan för 11 500 år sedan, eller till och med tidigare. Följaktligen finns flera alternativa teorier, som inte nödvändigtvis motsäger varandra:
- De första asiatiska migranterna kan ha korsat landbryggan flera årtusenden tidigare och undvikit isen i norra Nordamerika genom att följa dess västkust, antingen till lands eller till havs längs med kusten. Denna sista hypotes motsägs av den uppenbara bristen på spår efter sjöfarare under denna period. Med tanke på att kusten numera ligger på havets botten efter höjningen av havsnivån efter istiden så väger den förklaringen inte så tungt.
- Korsandet av Berings sund kan har ägt rum före den senaste istiden, dvs för omkring 37 000 år sedan, en teori som styrks av arkeologiska fynd i Sydamerika som daterats till före 12–14 000 år sedan.
- Invandringen från Sibirien föregicks av folk från Oceanien som antingen seglade över Stilla havet eller tog sig över Beringia långt före de asiatiska folken. Anhängarna av denna teori menar att de äldsta spåren av människan i Sydamerika och på Baja California uppvisar tydliga icke-asiatiska drag som liknar aboriginerna i Australien eller de så kallade negriterna i Sydostasien och på Andamanerna. Dessa amerikanska stamfäder antas ha trängts undan av migranterna från Sibirien men ha kvarvarande ättlingar i den nu hotade ursprungsbefolkning som fortfarande lever i Eldslandet.[9]

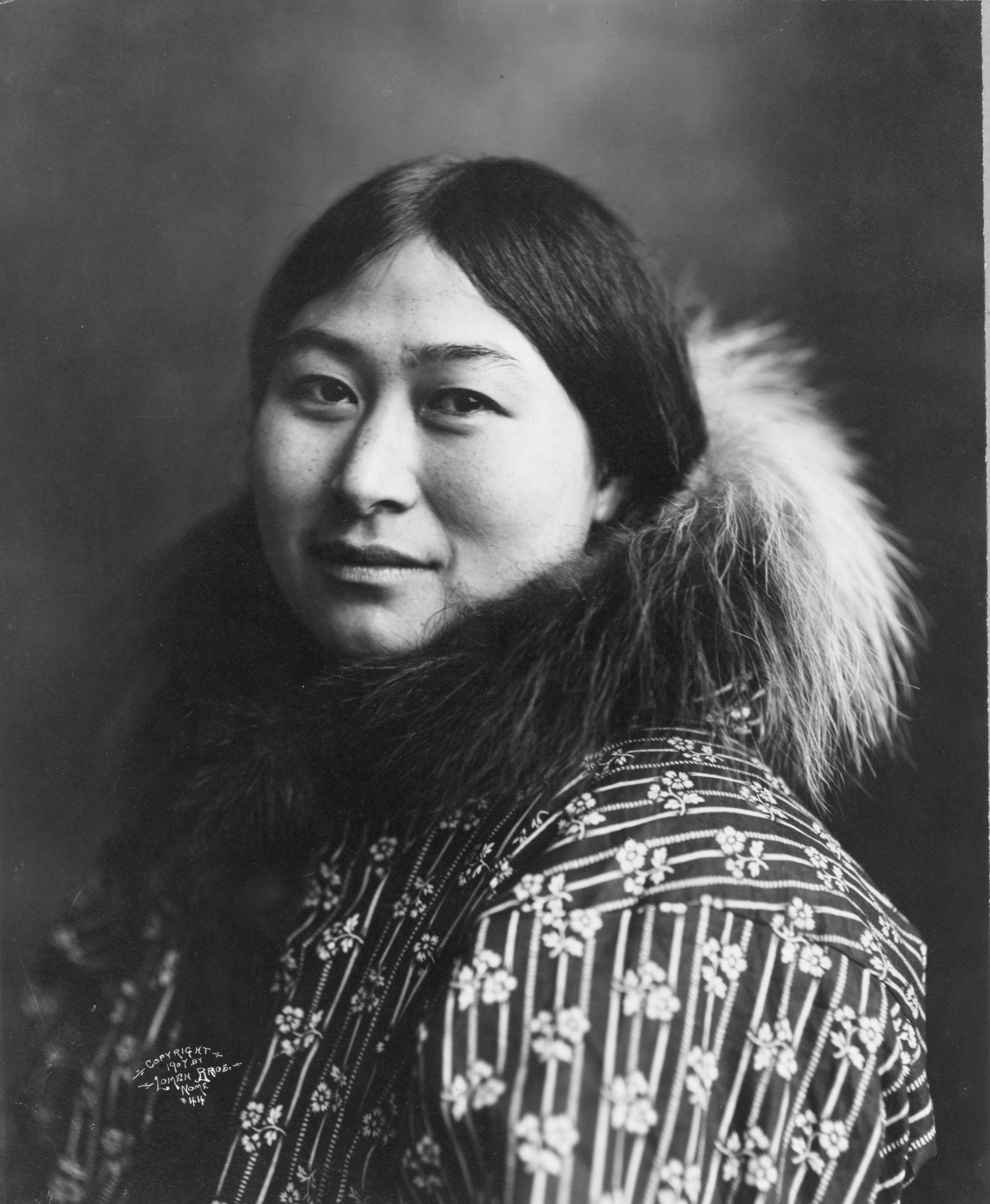
En inuitisk kvinna från Alaska, ca 1907.

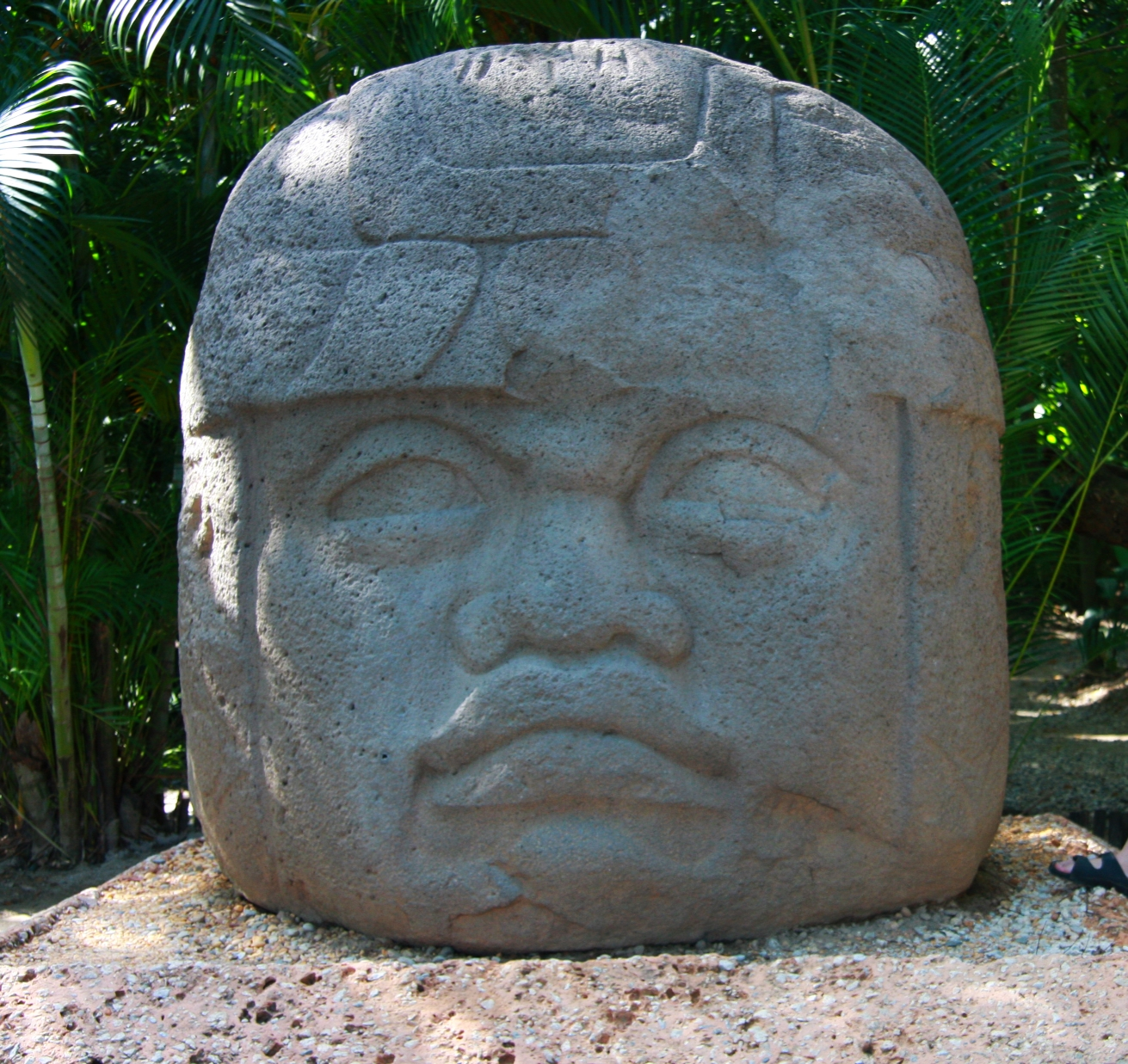
En av fyra olmekiska kolossalstatyer. I Mexico och Mellanamerika finns det gott om spår av uråldriga kulturer vars invånare hade icke-asiatiska drag.

De flesta antropologer och arkeologer är emellertid överens om att de genetiska och kulturella bevisen för ett sibiriskt ursprung för ursprungsamerikanerna är de mest tillförlitliga. Enligt dessa teorier har, med största sannolikhet, tre olika migrationer från Sibirien till Amerika ägt rum:
- Den första vågen kom till ett land som beboddes av stora däggdjur från slutet av pleistocen: Mammutar, hästar, jättetrögdjur och ullhåriga noshörningar. Cloviskulturen ska vara en produkt av denna migrationsvåg och folsomkulturen, som baserade sig på jakt på bisonoxe, det som utvecklades från den. Med tiden ska dessa paleoamerikanska kulturer ha spritt sig ända ner till Eldslandet.
- Den andra vågen var förfäder till na-denekulturerna. De levde framför allt i Alaska och västra Kanada, men några av dem emigrerade så långt söderut som till USA:s nordvästra stillahavskust och sydvästra USA och ska vara förfäder till dene-, apache- och navajofolken.
- Med den tredje vågen kom inuiter och aleuter till Amerika. De kan ha tagit sig över havet, sedan landbryggan över Berings sund försvunnit.
- Nyligen har genetiska studier givit en antydan om att fyra olika migrationsvågor kan ha kommit från Asien. Det finns även belägg för en mer småskalig invandring från Europa på senare tid; människor som ska ha anammat en livsstil liknande inuiternas och yupikernas under den senaste istiden.

En konsekvens av de successiva migrationsvågorna blev att stora grupper med liknande språk och, i viss utsträckning liknande drag, bosatte sig i olika områden av de två kontinenterna. De flesta folkgrupperna har i första hand varit lojala mot sin stam, men etnologer brukar försöka gruppera den enorma mångfalden i kontinenternas befolkning i större kulturområden utifrån geografiskt ursprung, lingvistiska likheter och levnadsmönster.
Många av dessa ursprungliga invånare i Amerika levde ett nomadiskt eller halvnomadiskt liv ända fram till den europeiska koloniseringen av den Nya världen. Stora jordbruksbaserade civilisationer med monumental arkitektur, städer och avancerade styrelseskick uppstod dock kring Mississippifloden, i Mexiko, Centralamerika och Anderna.

### Den europeiska kolonisationen
Den europeiska koloniseringen av Amerika förändrade permanent och i grunden den amerikanska ursprungsbefolkningens livsvillkor och kulturer. Mellan år 1500 och 1900 undanträngdes de, och deras antal decimerades kraftigt av olika umbäranden såsom sjukdomar, krig och förslavning. De första ursprungsamerikaner som stötte på Columbus var arawakerna på Hispaniola. De togs som slavar, och år 1550 återstod bara 500 individer. Ett sekel senare var de helt utrotade.
På 1500-talet förde spanjorer och andra européer med sig hästar till Amerika. Några av hästarna lyckades smita och sprida sig i vilt tillstånd. Hästen, som ursprungligen kom från Amerika (hästdjur som Equus complicatus), dog ut på kontinenten i slutet av den senaste istiden. Det europeiska återintroducerandet av hästen fick djupgående konsekvenser för de nordamerikanska urfolken på de Stora slätterna. Genom hästen kunde de lättare fånga sina byten, expandera kraftigt och öka handeln med omgivande stammar.
Européerna förde också sjukdomar till Amerika. Européerna var immuna mot sjukdomar som vattkoppor och mässling, men det var inte ursprungsbefolkningen och dessa sjukdomar, i synnerhet smittkoppor, visade sig mycket ödesdigra. Den europeiska utforskningen av Amerika åtföljdes av epidemier som utplånade hela samhällen. Hur många ursprungsamerikaner som dog av smittorna är svårt att uppskatta, men enligt somliga bedömningar kan vissa befolkningsgrupper ha decimerats med upp till 80 %.

### Nordamerika

#### USA

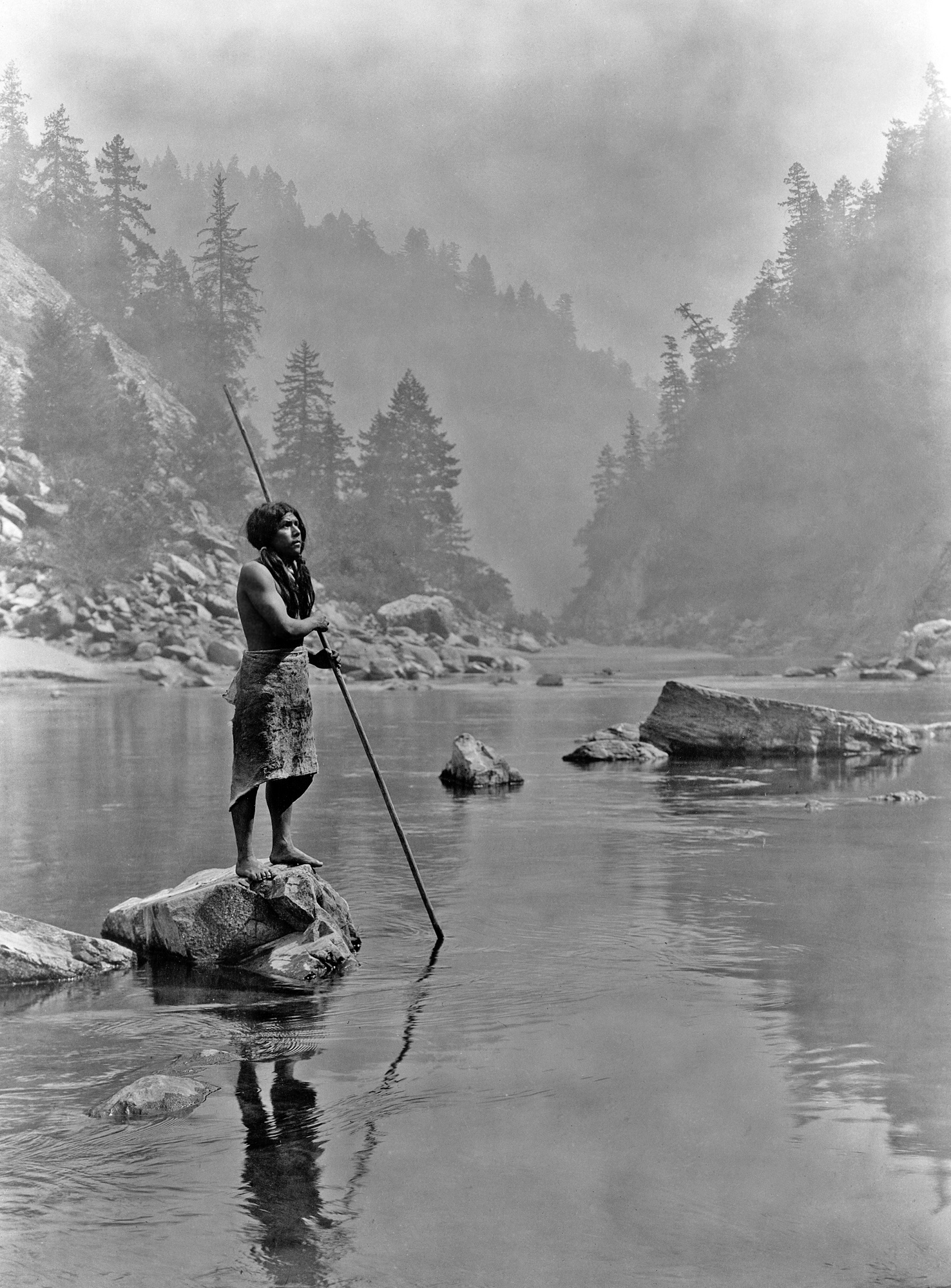
Uramerikan från Hupastammen som spjutfiskar vid Sugar Bowl, Kalifornien.

I USA kallades ursprungsbefolkningen, förutom den som finns i Alaska, på Hawaii och på andra Stillahavsöar, förut för "amerikanska indianer" (American Indians). På senare tid används mer och mer benämningen "Inhemska amerikaner" (Native Americans). Ända från koloniseringens inledning uppstod strider mellan européer och ursprungsamerikaner. I början kunde grymheten vara ömsesidig, men med Indian Removal Act 1830 började den stegvisa fördrivningen av urfolken, ofta dikterad direkt från Washington och ofta med tusentals dödade ursprungsamerikaner som följd. Under senare hälften av 1800-talet förvisades till slut de återstående urfolkskulturerna till reservat samtidigt som bisonoxen, präriefolkens traditionella jaktbyte, i princip utrotades. Deras språk, religion och kultur undertrycktes sedan genom förbud och försök att påtvinga dem kristendom. Under senare tid har dock ett gradvis erkännande av ursprungsbefolkningens rättigheter allt mer hamnat på den politiska dagordningen och i några fall har skadestånd utbetalats för grymheter som tidigare begåtts – ett viktigt erkännande för många ursprungsamerikaner.
Innan européernas ankomst uppvisade urfolkens kultur en enorm mångfald. Några särskilt framträdande hantverk var sömnad, textilkonst, keramik och ett formaliserat bildspråk i form av stiliserade skulpturer och fetischer och sandmåleri. Mycket av konsten var intimt förknippad med förfäderskult och mytologi. Idag tillhör många ursprungsamerikaner en synkretistisk, kristen rörelse som kombinerar den kristna liturgin med traditionella dans- och sångritualer till trummor. Diabetes, hjärtsjukdomar, cancer, självmord och drogmissbruk är mycket högre bland ursprungsamerikaner än bland USA:s befolkning i allmänhet. Ursprungsamerikaner som övergripande grupp kan sägas tillhöra USA:s underklass, då de är några av landets fattigaste.

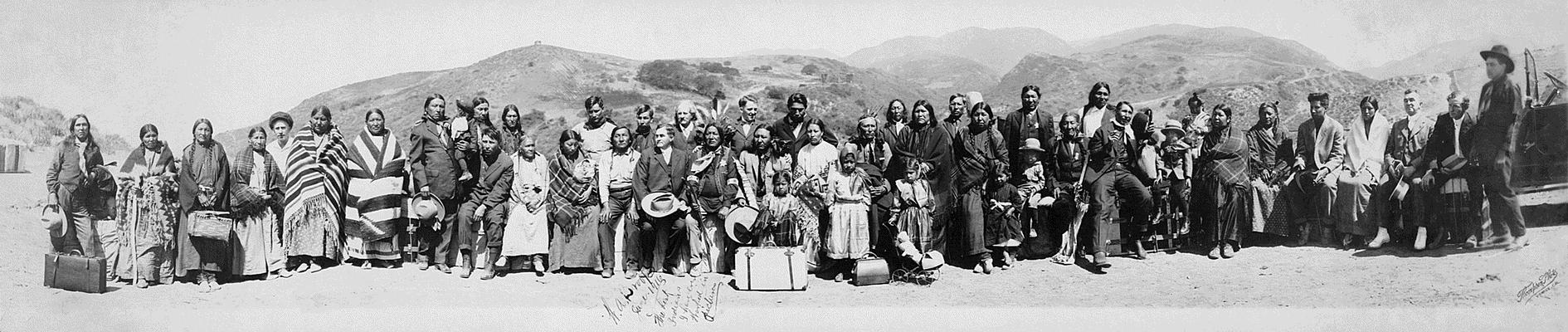
Ursprungsamerikaner 1916, Kalifornien.

#### Kanada
Ursprungsbefolkningen i Kanada kallas "ursprungliga folk" (Aboriginal Peoples) och ursprungsbefolkningen förutom inuiter och métis, kallas First Nations. De utgör omkring 3 % av landets befolkning men, i det glest befolkade Kanada, upptar de ett betydligt större territorium än ursprungsfolken i USA. Liksom i USA har många First Nations kraftigt decimerats som följd av den officiella politiken. Stora vattenkraftsprojekt har tvingat bort tusentals ursprungsamerikaner (och inuiter) från deras traditionella territorium. Flera av Kanadas ursprungskulturer håller på att dö ut sedan den europeiska expansionen reducerat talare av olika språk till några få hundra. Engelska och franska har alltmer börjat ersätta ursprungsspråken. Unika är fortfarande de maritima ursprungskulturerna i Kanada liksom några av de inhemska skriftspråken.

#### Mexiko
I det som idag är Mexiko fanns innan conquistadorernas ankomst en lång rad inhemska civilisationer: Olmekerna vars kultur blomstrade 1 200–800 f.Kr. vid kusten till Mexikanska golfen, Zapotekerna och mixtekerna som levde i bergen i Oaxaca och i Tehuantepecnäset, mayakulturen på Yucatánhalvön och ned mot Centralamerika, och aztekerna som från sin huvudstad Tenochtitlán behärskade större delen av dagens Mexiko och alla folk som levde där när Hernán Cortés landsteg i Veracruz.
I kontrast mot övriga Nordamerika blandades i Nya Spanien ursprungsbefolkningen med europeiska invandrare och så kallade mestiser, personer med en spansk förälder och en ursprungsamerikansk, utgjorde snart majoriteten av kolonins befolkning. Betydande isolerade grupper av indigenas, som ursprungsbefolkningen kallas idag, finns dock fortfarande kvar. Uppskattningsvis är omkring 60 % av dagens befolkning mestiser mot mellan 10 och 30 % av mer homogent ursprung, det vill säga till fullo från ursprungsbefolkningen. I Chiapas, Oaxaca och i Yucatáns inland utgör ursprungsbefolkningen en majoritet. I centrala Mexiko utgör nahua (azteker), purépechas (Tarascan) och mixteker en betydande del av befolkningen. I norr finns bara små minoritetsgrupper: mot Stilla havet finns knappt några ursprungsamerikaner alls, men mot västkusten och gränsen mot USA lever tarahumara i Chihuahua och yaqui och seri i Sonora.
Mexikaner är ofta mer stolta över sitt inhemska ursprung än sin spanska bakgrund vilket inte hindrar att landets ursprungsbefolkning utsätts för diskriminering och till och med öppen rasism. I vissa delar av landet – som Chiapas, Oaxaca, Puebla, Guerrero och andra bergsregioner – har ursprungsbefolkningen lämnats utanför den sociala utveckling och modernisering som landet genomgått under de senaste 500 åren. Ursprungsbefolkningen åtnjuter inte, som i USA och Kanada, några förmåner som en officiell status ger. Exempelvis förföljs huichol i västra Mexiko och trakasseras av polisen när de försöker leva efter sina traditionella, religiösa seder och ceremonier.

### Mesoamerika

#### Belize
I Belize utgör 45 % av befolkningen mestiser och omkring 10 % från mayafolket.

#### Guatemala
I Guatemala utgörs ursprungsbefolkningen huvudsakligen av maya, som uppskattningsvis representerar 45 % av befolkningen. Emellertid talar omkring 40 % av befolkningen något av de över 20 inhemska språk som inte har någon officiell status, varför andelen ursprungsbefolkning kan vara så hög som 60 %.

### Sydamerika

#### Brasilien
Av befolkningen i Brasilien utgör ursprungsbefolkningen över 300 000 (1995) och omkring 150 000 (1985) talade något av de 188 kvarvarande inhemska språken.
Arkeologiska fynd i Sydamerika har nyligen uppskattats vara 20 000 år gamla samtidigt som genotypen hos dessa fynd uppvisar mer likhet med afrikanska och australiensiska fynd än med de asiatiska från Nord- och Mellanamerika. Detta antyder att området ursprungligen varit bebott av människor som sedan absorberats av ättlingar till emigranterna från Sibirien. 
Det är svårt att hitta spår efter de första människorna i området eftersom klimatet i Amazonas gör att i princip alla spår av människan utplånas på omkring 1 500 år. Men man har funnit högar med skaldjur som man tror är lämningar efter bosättningar som varit bebodda i mer än 5 000 år och avlagringar av svartjord (terra preta) i landets inre som ger en bild av samhällen på upp till 10 000 hushåll, ett tecken på en stratifierad och ekonomiskt utvecklad kultur.

#### Argentina
Hur stor andel av Argentinas sammanlagda befolkning som utgörs av ursprungsbefolkningen är omdiskuterat. De lägsta uppskattningarna anger omkring 300 000 (0,7 % av befolkningen) och de mest generösa 2 miljoner (5,6 %). Bland ursprungsfolken finns bland andra toba, wichí, mocoví, pilagá, chulupí, diaguita Calchaquí, kolla, guaraní, chorote, chané, tapieté, mapuche, tehuelche, abiponer och selk'nam (ona).

### Övriga länder
Ursprungsbefolkningen utgör en majoritet av befolkningen i Bolivia och Peru och en betydande del av befolkningen i de flesta för detta spanska kolonierna. Undantag från denna regel är Costa Rica, Kuba, Argentina, Dominikanska republiken och Uruguay. Tre urfolksspråk har status som officiella språk vid sidan av spanska: Quechua (Peru och Bolivia), Aymara (Bolivia) och Guaraní (Paraguay).

## Kultur
Trots att mångfalden bland de inhemska amerikanska kulturerna – språk, kläder och ceremonier – är enorm finns också en del gemensamma inslag som man ofta hittar över hela Amerika.

### Konst och musik
Den amerikanska ursprungsmusiken i Nordamerika är nästan uteslutande monofonisk. Traditionellt består musiken av trumma som enda instrument även om flöjt ibland förekommer. Flöjternas stämning är inte exakt utan beror på längden på den träbit som instrumentet tillverkats av och på musikantens händer. Vanligen befinner sig dock hålen ett helt tonsteg från varandra och flöjter med för avvikande tonintervall används vanligen inte.
Musiken hos ursprungsbefolkningen i Mexiko och Centralamerika är ofta pentatonisk. Innan spanjorernas ankomst var den intimt förknippad med religiösa högtidligheter. Ett brett spektrum av instrument användes: trummor, flöjter, snäckor (som användes som trumpeter) med fler. Inga stränginstrument användes dock.
Konsten utgör en viktig egen kategori i världens konsthistoria med helt egna uttryck och förutsättningar. Betydande konstformer var bland annat: keramik, måleri, smycken, vävning, skulptur och korgflätning.

## Lista över nordamerikanska urfolksnationer
- Abenakis
- Apacher
- Arapaho
- Arikara
- Assiniboiner
- Azteker
- Bruléer
- Bannock
- Biloxi
- Blackfoot
- Caddo
- Cayuga
- Cayuse
- Cherokeser
- Cheyenner
- Chickasaw
- Chitimacha
- Chinook
- Chipewyer
- Choctaw
- Chumash
- Coeur D'Alene
- Comancher
- Comox
- Cree
- Creek
- Kråkfolk
- Dogrib
- Divikas
- Exarkerna
- Fox
- Fongolimockati
- Haida
- Hidatsa
- Hopi
- Hupa
- Huron
- Iowa (folkslag)
- Irokeser
- Kansa (folkgrupp) (Kaw, Kaw people, Kanza)
- Kickapoo
- Kiowa
- Klamath
- Lenape
- Makah
- Mandan
- Micmac
- Miwok
- Modoc
- Mohawker
- Mohikan
- Mohave
- Mohegan
- Narragansett
- Naskapi
- Natchez
- Navajo
- Nez Perce
- Niantic
- Ojibwa
- Omaha
- Oneida
- Onondaga
- Osage
- Oto
- Paiute
- Pamlico
- Pawnee
- Pequot
- Pima
- Pipiler
- Pocassett
- Pomo
- Ponca
- Powhatan
- Pueblo
- Quapaw
- Sauk
- Secotan
- Seneca
- Seminoler
- Shawnee
- Shoshone
- Sioux
- Sinixt
- Spokane
- Tabac
- Tanana
- Tipai
- Tlingit
- Tonkawa
- Tsimshian
- Tuscarora
- Tututni
- Ute
- Walla walla
- Wampanoager
- Washo
- Wichita
- Wolastoqiyik
- Yahi
- Yakima
- Yamasee
- Yankton
- Yavapai
- Yokut
- Yuchi
- Yuma
- Yurok
- Zunifolk